# Ambivaritos
Los ambivaritos (en latín, Ambivariti) eran una tribu belga celta que se conoce únicamente por la mención que de ellos hace Julio César en sus Comentarios a la guerra de las Galias: 

Los embajadores dijeron que relatarían estas cosas a sus paisanos; y, después de haber deliberado sobre el asunto, regresarían a César después del tercer día, y le rogaron que mientras tanto no hiciera avanzar su campamento más cerca de ellos. César dijo que no les podía conceder ni siquiera eso; pues había sabido que habían enviado gran parte de su caballería al otro lado del Mosa a los ambivaritos, algunos días antes, con el propósito de saquear y procurarse forraje. Supuso que ellos estaban esperando a estos caballos, y que el retraso se debía a esto.

No se sabe, por lo tanto, dónde se encontraban exactamente, salvo que era en la orilla al oeste del Mosa, porque los usípetes y los téncteros les enviaron su caballería cruzando este río. No obstante, en esa región estaban los eburones y los condrusos, de los cuales los primeros habitaban principalmente y los segundos totalmente, en el este del río.
No deben confundirse con los ambivaretos, que estaban en el territorio de los heduos, de los cuales eran vasallos o clientes y que César menciona en libro VII, en el capítulo 75 cuando se habla de la leva de los galos, y en el capítulo 90, que relata el final de la lucha entre César y Vercingétorix.